# Barry St. John
Barry St. John, eigentlich Eliza Janet Thomson (* November 1943 in Glasgow, Schottland; † 24. Juli 2020 in Hither Green, London), war eine britische Pop- und Soul-Sängerin. Als Solo-Künstlerin in den 1960er Jahren hatte sie vergleichsweise wenig Charterfolg, wurde aber in den 1970er Jahren eine gefragte Studio-Background-Sängerin für Künstler wie John Lennon, Elton John oder Pink Floyd und zu einer Favoritin der britischen Northern-Soul-Szene. Zudem war sie Anfang der 1970er Jahre kurzzeitig Mitglied der Les Humphries Singers.

## Solokarriere
Eliza Thomson kam 1943 im schottischen Glasgow als Tochter des Bäckers Arthur Thomson und dessen Frau Jenny zur Welt. Sie besuchte die Whitehill Secondary School im Glasgower Stadtteil Dennistoun. Nach dem Schulabschluss war sie zunächst in einer buchhalterischen Stelle tätig. Sie fing früh an zu singen und wurde als 17-Jährige im Sommer 1961 Mitglied der örtlichen Beatgruppe Bobby Patrick’s Big Six. Im Januar 1962 zog die Gruppe nach London und tourte anschließend durch Deutschland, wo sie unter anderem im Hamburger Star-Club auftraten.
Nach ihrer Rückkehr nach Großbritannien unterschrieb sie bei Decca Records einen Plattenvertrag als Solokünstlerin. Sie wählte den Künstlernamen Barry St. John in Anlehnung an die Schauspielerin Barrie Chase und den Fußballspieler Ian St. John.
Ihre erste Single war im Juli 1964 eine Coverversion von A Thing of the Past der US-Girlgroup The Shirelles, gefolgt von einer Neuaufnahme von Bread and Butter der Newbeats, mit der sie im Dezember 1964 die Top 40 der deutschen Singlecharts erreichte. Anfang 1965 folgte Mind How You Go von Chris Andrews, der Mitte der 1960er Jahre für viele Hits von Sandie Shaw sorgte. Diese Single, wie auch die nächste, Hey Boy, eine von Andrew Loog Oldham produzierte Neuauflage der Goffin-King-Komposition Hey Girl, die 1963 ein Top-10-Hit für Freddie Scott gewesen war, stiegen nicht in die Charts ein. Unter den Studiomusikern, die sie zu dieser Zeit begleiteten, war unter anderem Jimmy Page.
St. John wechselte anschließend zu Columbia Records, wo sie im Dezember 1965 mit Come Away Melinda, ursprünglich 1963 von Harry Belafonte aufgenommen, ihren ersten Eintrag in den britischen Single-Charts (Platz 47) erreichte. Die Single wurde von Mickie Most produziert. Die B-Seite, Gotta Brand New Man, war eine Eigenkomposition von St. John zusammen mit dem Produzenten Mike Hurst (ein ehemaliges Mitglied der Springfields) und wurde später populär in der Northern-Soul-Szene. Die nächste Single, Everything I Touch Turns to Tears (1966; produziert von Mickie Most), wurde ebenfalls ein Northern-Soul-Favorit und wurde 1969 von Cilla Black für ihr Album Surround Yourself With Cilla (Produzent: George Martin) aufgenommen. Sie war aber ein weiterer Misserfolg und St. John wurde daraufhin aus ihrem Vertrag mit Columbia entlassen.
St. John wechselte daraufhin zum Plattenlabel Major Minor Records, wo die Singles Cry Like a Baby (1968), bekannt durch die Hit-Version von The Box Tops, und By the Time I Get to Phoenix (1969), zuvor 1967 ein Hit für Glen Campbell, erschienen. Sie trat mit Cry Like a Baby im Januar 1969 in der Radio-Bremen-Show Beat-Club auf.
Beide Titel waren auf ihrem einzigen Studioalbum enthalten, According to St. John (1968), produziert von Mike Pasternak, der in den 1960er und frühen 1970er Jahren unter dem Künstlernamen Emperor Rosko als Moderator bei Radio Caroline und BBC Radio 1 bekannt wurde. Lesley Duncan und das Duo Sue and Sunny steuerten Background-Vocals bei. Das Album, das Soul-Nummern von Etta James, Otis Redding und Timi Yuro enthält, wurde nach seiner Veröffentlichung von Plattenkäufern ignoriert, gilt aber heute als Klassiker des Northern-Soul-Genres und Originalpressungen der LP sind seltene, teure Sammlerstücke.

## Backgroundsängerin
Nachdem ihre Karriere als Solokünstlerin Ende der 1960er Jahre zu einem Stillstand gekommen war, begann Barry St. John eine langanhaltende, erfolgreiche Zweitkarriere als Backgroundsängerin, zunächst mit britischen Blues-Künstlern wie Alexis Korner, Long John Baldry und Duster Bennett.
Von 1972 bis 1973 war sie permanentes Mitglied der Les Humphries Singers und steuerte bis 1975 Begleitgesang im Studio bei. 1975 sang sie mit Clare Torry und Liza Strike auf dem Soundtrack der Rocky Horror Picture Show.
In den 1970er Jahren, der Ära des Konzeptalbums, war sie eine gefragte Background-Sängerin für einige erfolgreiche Künstler dieser Zeit, oft zusammen mit anderen britischen Sängerinnen wie Clare Torry, Lesley Duncan und Liza Strike sowie den zu der Zeit in England ansässigen US-Amerikanerinnen Doris Troy und Madeline Bell.
St. John ist auf John Lennons Album Imagine (1971), Elton Johns Madman Across the Water (1971), dem T.-Rex-Album Tanx (1973), Pink Floyds The Dark Side of the Moon (1973), Roger Glovers Butterfly Ball (1974) und Andy Fairweather Lows La Booga Rooga (1975) zu hören. Sie nahm daneben in den 1970ern an Studioaufnahmen für David Dundas, Bryan Ferry, Mott the Hoople und Steve Harley & Cockney Rebel teil.
Es folgten Sessions in den 1980ern für Vivian Stanshall, Kevin Coyne, John Cale, Daevid Allen, Tom Robinson und Whitesnake und in den 1990er Jahren für Squeeze und Jorge Ben Jor. Danach zog sich St. John aus dem Musikgeschäft zurück und arbeitete fortan als Rechtsanwaltsgehilfin für verschiedene Anwaltskanzleien in London. Nach einem Schlaganfall 2007 zog sie sich aus dem Arbeitsleben zurück.
1999 war ihre Version von Hey Boy von 1965 auf The Girls' Scene (Deram Records), einem Sampler von Girlgroup-Musik der 1960er Jahre, zu hören.

## Privatleben
1969 heiratete St. John den Saxophonisten Howie Casey.
Während einer Tournee mit Johnny Hallyday 1978 lernte sie den Saxophonisten Peter MacGregor kennen, der 1989 ihr zweiter Ehemann wurde.
Barry St. John starb am 24. Juli 2020 im Alter von 76 Jahren. Sie hinterlässt eine Tochter, Gaynor, Enkelsohn Josh und zwei Geschwister.

## Diskografie

### Studioalben
- 1968: According to St. John (Major Minor MMLP43)

### Singles
- 1964: "A Thing of the Past" / "A Little Bit of Soap" (Decca F11933)
- 1964: "Bread and Butter" / "Cry to Me" (Decca F11975)
- 1965: "Mind How You Go" / "Don't You Feel Proud" (Decca F12111)
- 1965: "Hey Boy" / "I've Been Crying" (Decca F12145)
- 1965: "Come Away Melinda" / "Gotta Brand New Man" (Columbia DB 7783)
- 1966: "Everything I Touch Turns to Tears" / "Sounds Like My Baby" (Columbia DB 7868)
- 1968: "Cry Like a Baby" / "Long and Lonely Night" (Major Minor MM 587)
- 1969: "By the Time I Get to Phoenix" / "Turn on Your Light" (Major Minor MM 604)
- 1974: "My Man" / "Bright Shines the Light" (Decca F13529)
- 1975: "I Won’t Be a Party" / "Do Me Good" (Bradley's Records BRAD 7507)